# Warturm und Storchennest

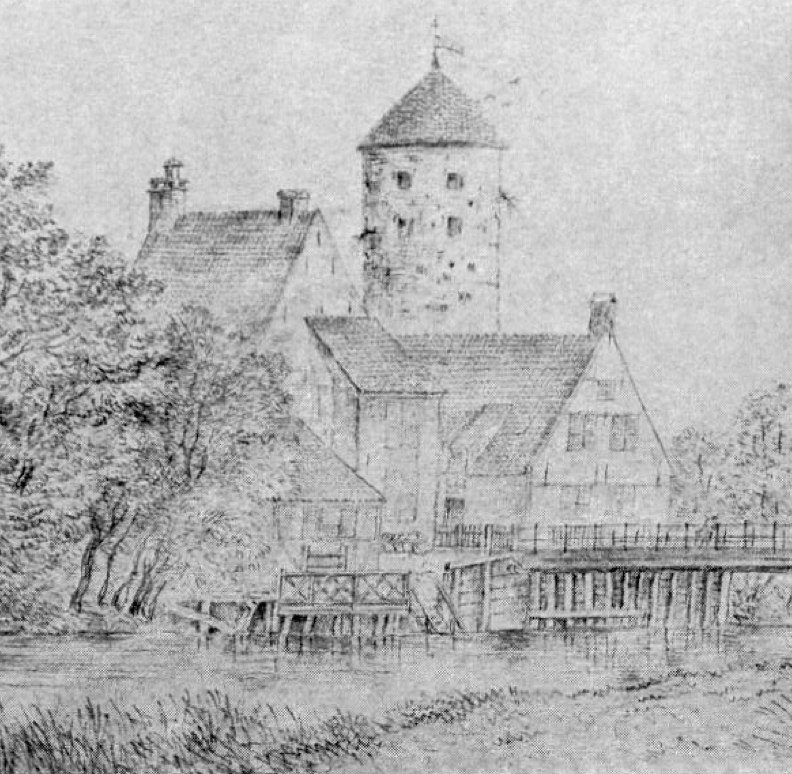
Ca. 1790–1813, J. H. Menken: Warturm von Westen, Gasthaus zum Storchennest (links), Ochtumbrücke, sowie ein weiteres Nebengebäude

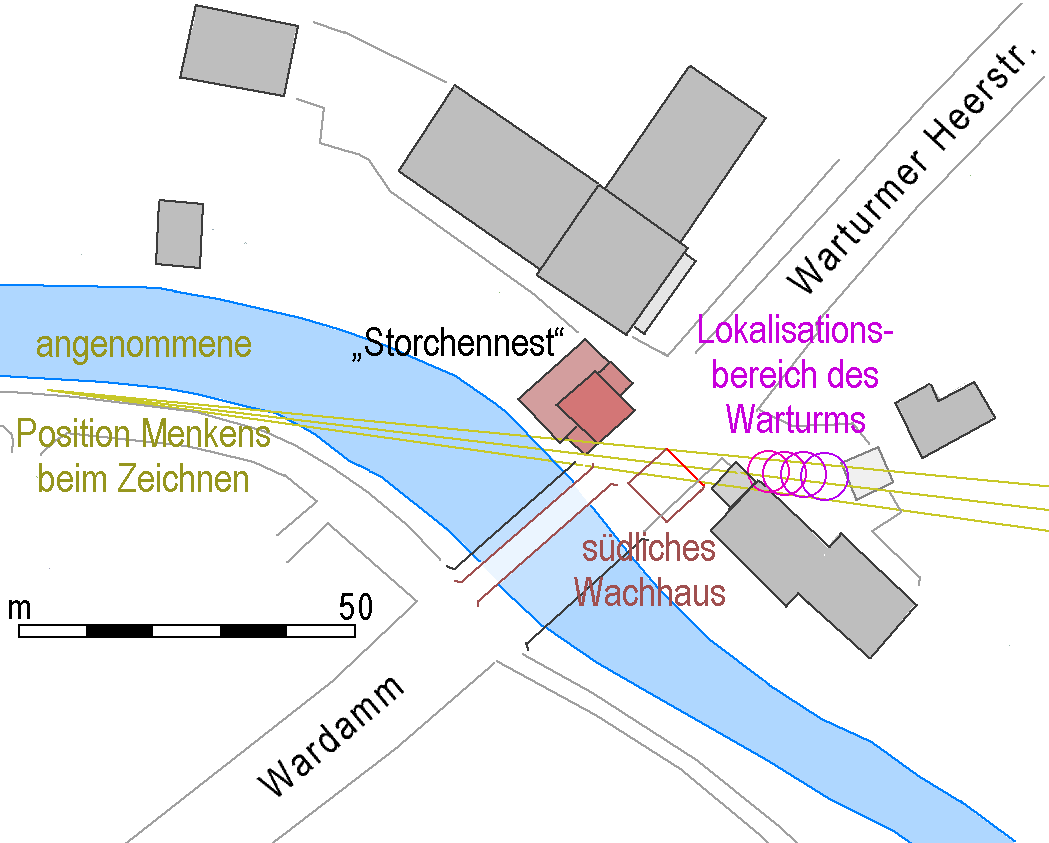
Lokalisation des Warturms in der heutigen Umgebung anhand von Menkens Zeichnung

Der Warturm an der Ochtum (heute Alte Ochtum) war als Befestigungsturm Teil der Landwehr um das Bremer Vieland. Der Turm selber wurde 1813 zerstört und 1820 abgetragen. Das zugehörige Zollhaus auf der gegenüberliegenden Seite der Warturmer Heerstraße heißt heute als Gasthaus Zum Warturm Storchennest.

## Geschichte

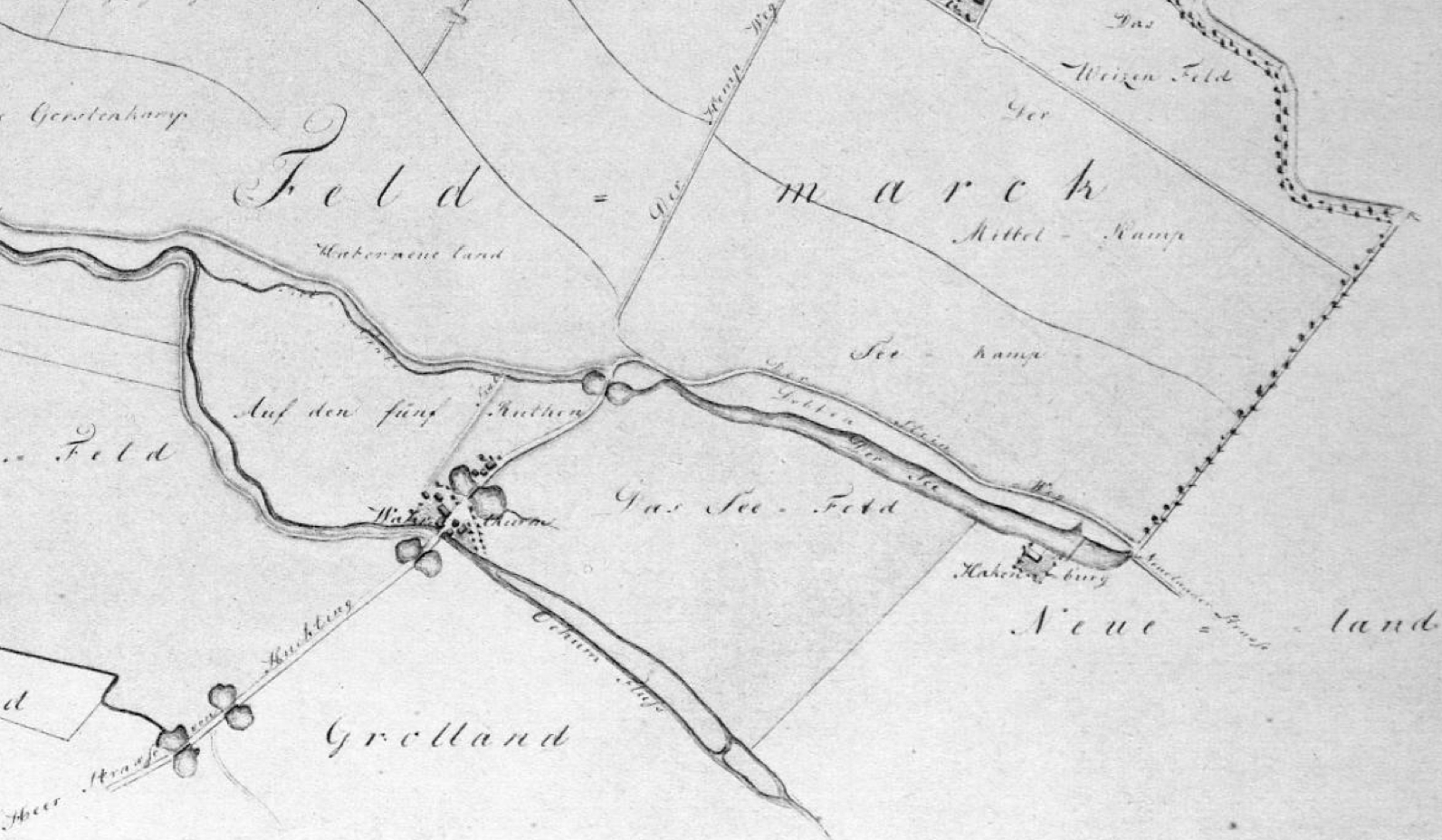
Straßenverbindung 1798 von der Brücke über den Wallgraben (oben rechts, unbeschriftet) am Hohentor über den Wardamm bis in die heutige Alte Heerstraße in Huchting

Ein Ort namens Ware an der Ochtum flussabwärts von Grolland wird erstmals 1201 erwähnt. Der Ortsname bedeutet so viel wie Fischwehr. Ein Handelsweg von Bremen durch das Feuchtgebiet an der Ochtum nach Oldenburg wird spätestens seit etwa der Mitte des 13. Jahrhunderts angenommen, nachdem um 1240 die Große Weserbrücke errichtet worden war, und zwischen 1247 und 1254 die oldenburgische Burg Delmenhorst. Am Übergang dieses Weges über die Ochtum wurde 1309 als Teil von Bremens äußerer Verteidigungslinie der Wartum errichtet.
Im Jahr 1311 einigten sich die Grafen von Delmenhorst und der Rat der Stadt Bremen darauf, diese strata communis für Fußgänger und Wagen herzurichten und auf Dauer zu unterhalten, die Grafen von Delmenhorst bis Huchting und die Stadt von Huchting bis Bremen. Zur Begleichung der Kosten durfte Bremen einen Wegezoll erheben. Das zwischen der Ochtum und Huchting für den Wardamm benötigte Gelände kaufte die Stadt allerdings erst im Januar 1344 den Grafen ab. In Huchting schloss an den Wardamm außer der Straße nach Delmenhorst und Oldenburg auch die Flämische Straße an, die südwestwärts über Wildeshausen bis zum Rhein und weiter führte.
In der gemeinsamen Anordnung von Domkapitel und Rat vom 25. November 1390 zur Verstärkung der Landwehr und der Verteidigungsbereitschaft der Bauern des Vielands wurden vier Bauern benannt, die den Torn to de Warebrughen und den Weg vor dem Turm zu unterhalten hatten. Steine vom Abbruch des Paulsklosters vor Bremen dienten 1523 der Pflasterung der Straße vom Hohentor zum Warturm, von dort nach Huchting wurde 1530 gepflastert. Das Recht, den Zoll zu erheben, wurde der Stadt 1541 von Kaiser Karl V. bestätigt. Schon um 1400 war die dörfliche Siedlung Ware verlegt worden.

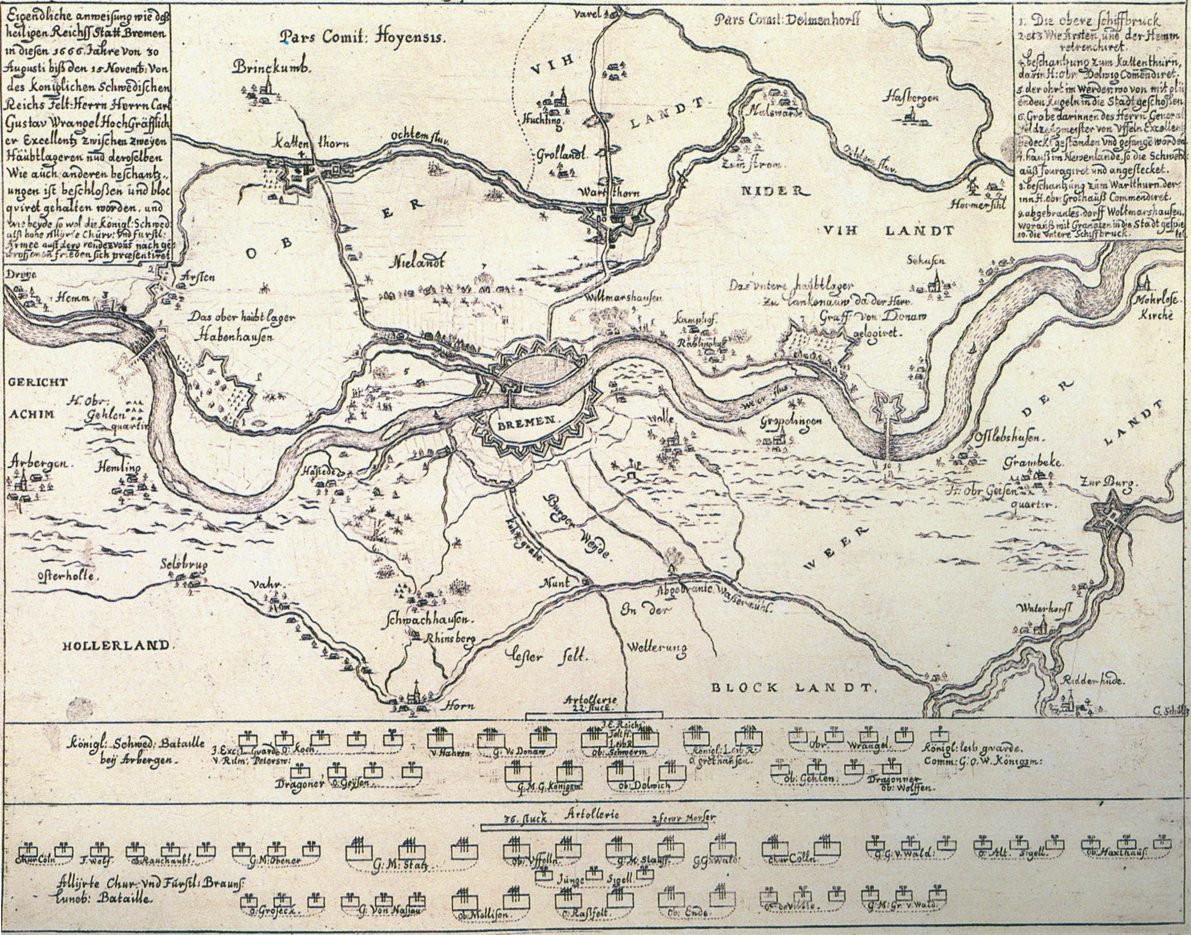
Schwedische Belagerung Bremens 1666

Nach dem Ersten Stader Vergleich von 1654 wurde der Warturm 1661 geschleift, beim Zweiten Bremisch-Schwedischen Krieg dort sogar von Feldmarschall Wrangel eine gegen Bremen gerichtete Schanze errichtet. Allerdings wurde er 1669 als Bremer Verteidigungsposten wiederhergestellt.
Seit 1724 gibt es im Zollhaus nördlich der Warbrücke eine Gaststätte. Bis 1803 verlief der Wardamm westlich der Ochtum haarscharf an der Grenze des Bremer Territoriums, denn das Gut Grolland gehörte zur Grafschaft Oldenburg bzw. deren zeitweiliger Abspaltung Delmenhorst. Bei den Kämpfen um Bremen im Oktober 1813 wurde der Warturm zerstört, aber das benachbarte Zollhaus blieb erhalten. 1820 wurde die Ruine des Turms abgetragen und 250 m östlich auf der Nordseite der Straße das Zöllnerwohnhaus errichtet.
Das Storchennest steht seit 1973 unter Denkmalschutz, das Zöllnerwohnhaus seit 1994.

## Ehemaliges Zollhaus „Storchennest“
Das ehemalige Zollhaus ist ein zweigeschossiges Gebäude mit steilem Satteldach. Die Straßenfront ist etwa 2 m länger als der Dachfirst, sodass die Eckräume als Erker gegenüber der ansonsten fensterlosen westlichen Giebelwand vorstehen. Ob dies der ursprünglichen Gestalt des Gebäudes entspricht oder Folge eines Umbaus ist, weiß man nicht. Der Ostgiebel überragt das Dach ein wenig. Diese Seite ist mit einem breiten Vorbau versehen, dessen Obergeschoss aus Fachwerk besteht. Über dem Eingang zur Straße befindet sich ein Fries mit Attika und der eingemeißelten Jahreszahl 1577, offenbar die einzige Quelle zum Baujahr des Hauses. Etwas jünger, aber inzwischen über zweihundert Jahre alt, ist der eingeschossige Anbau vor der Nordwestecke, Hauptraum der Gaststätte.
Der Renaissancebau ist das älteste nicht-kirchliche Gebäude auf Bremer Gebiet links der Weser und nach dem Rathaus das zweitälteste erhaltene Amtsgebäude der Hansestadt.

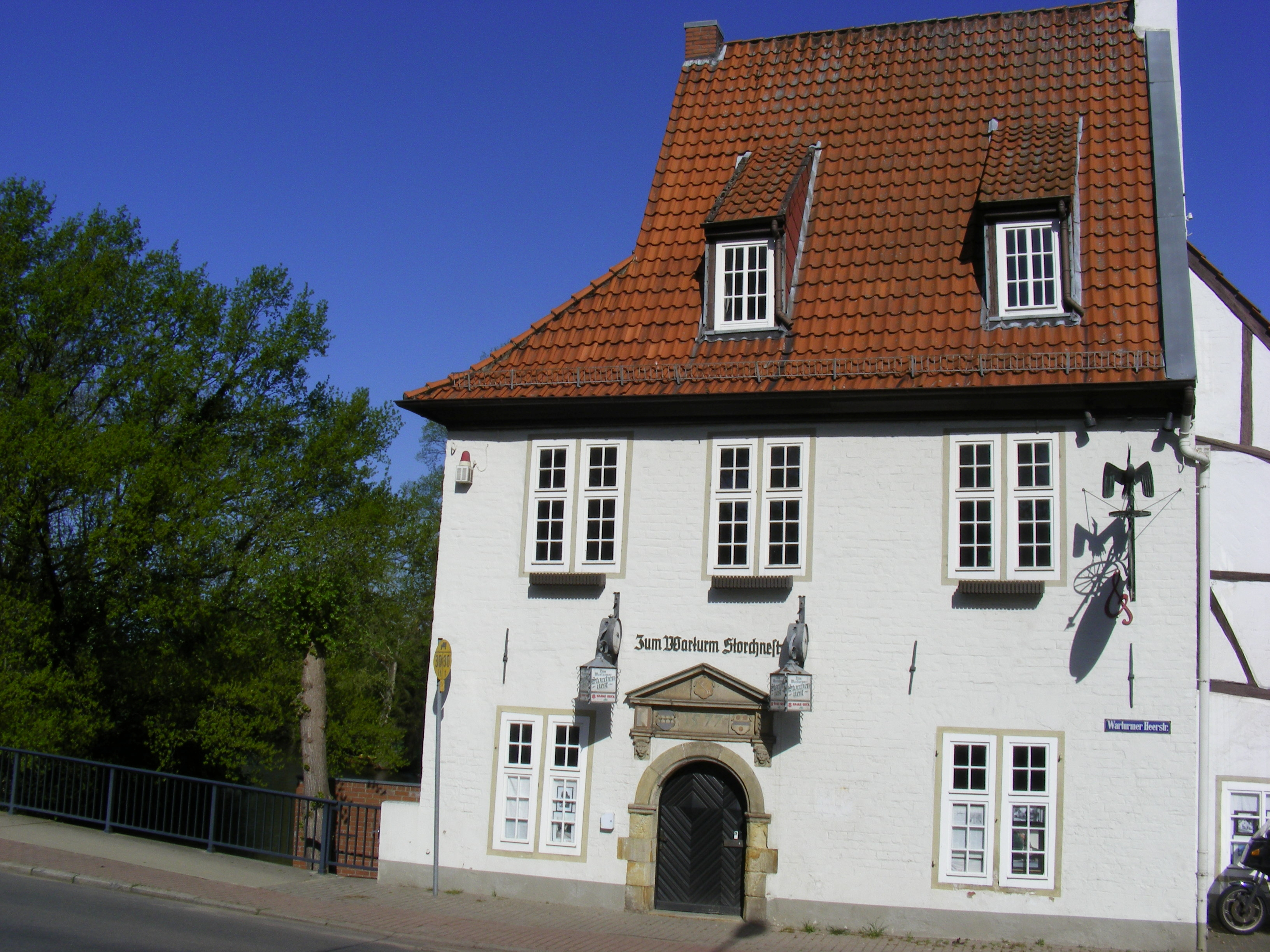
Zum Warturm/Storchennest, Straßenseite
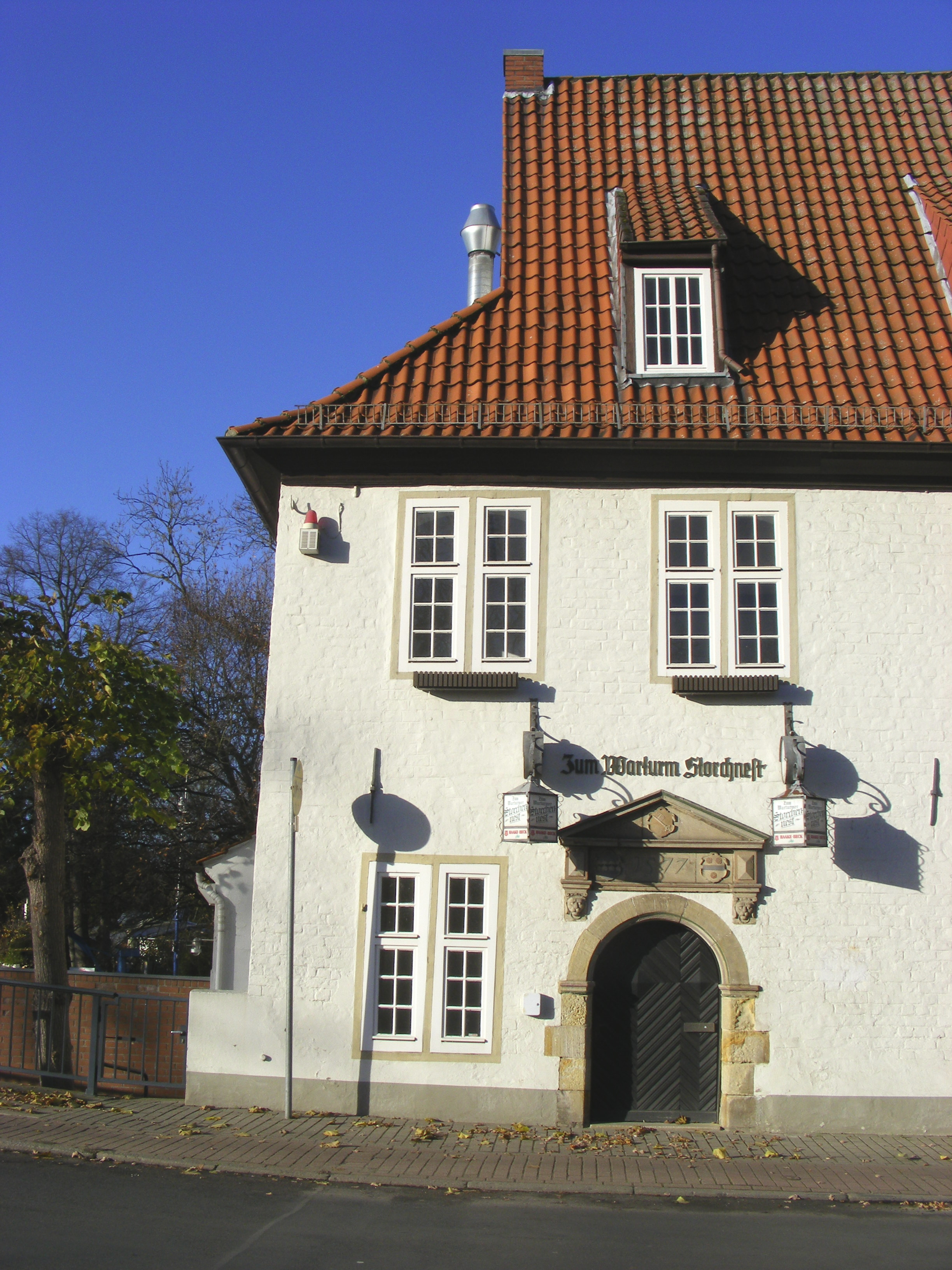
Zum Warturm/Storchennest, Sicht parallel zum Westgiebel
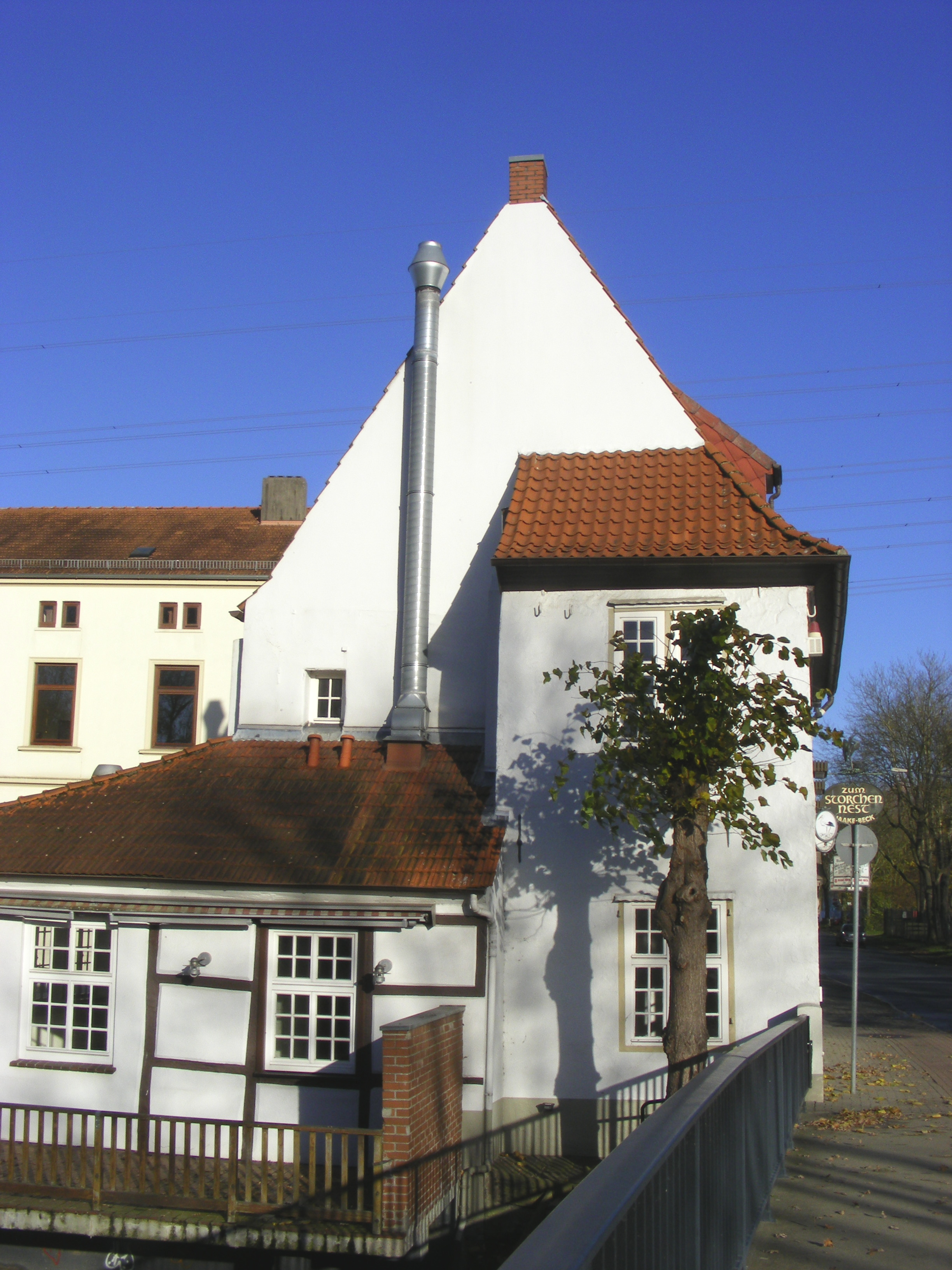
Zum Warturm/Storchennest, Wasserseite
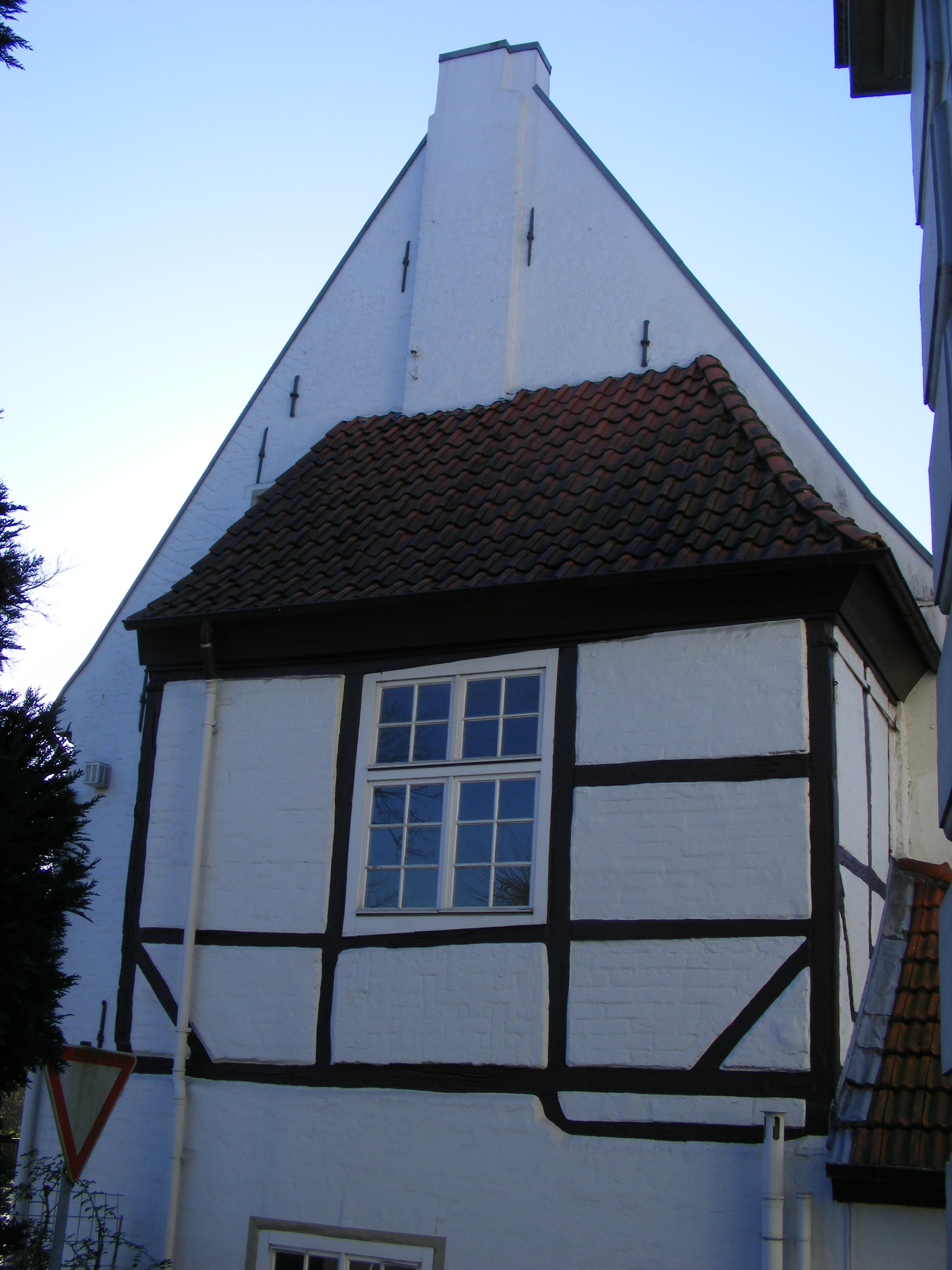
Zum Warturm/Storchennest, Ostgiebel

Ab dem Jahre 2000 wurde das Haus saniert und anschließend weiterhin als Restaurant betrieben. Um eine zeitgemäße Gebäudeheizung zu ermöglichen, erlaubte das Landesamt für Denkmalpflege ein neuzeitliches Abgasrohr. Im Sommer 2013 wurde das Haus zum Verkauf angeboten und das Restaurant geschlossen. Die Verhandlungen mit neuen Interessenten zogen sich über ein Jahr hin, ein neuer Kaufvertrag wurde im Herbst 2014 abgeschlossen.